# Afrikanizált méh
Az afrikanizált méh az egyik leghírhedtebb hibrid rovar, ma már önálló fajta. A házi méh több alfajából, afrikai és európai házi méhből (A. m. scutellata, A. m. ligustica, A. m. iberiensis) keresztezéssel Warwick Estevam Kerr, brazil biológus hozta létre a hibridet az 1950-es években.
Eredetileg a méztermelés növelése érdekében hozták létre, de 1957-ben 26 raj megszökött. Azóta a fajta elterjedt Dél- és Közép-Amerikában, és 1985-ben elérték Észak-Amerikát is.

## Története
Jelenleg a mézelő méhnek 28 alfaja ismert, amelyek nagyrészt helyi változatok. Minden alfaj képes keveredni a többivel. Mindegyik a helyi környezetéhez alkalmazkodott, így életciklusuk összehangolódott a helyi éghajlattal. Így a mérsékelt égövön a hideg közeledtével telelőfürtbe húzódnak; a trópusokon, ahol egész évben nyílnak virágok, vándorolnak; a sivatagokban távolabbra is elrepülnek gyűjteni.
Az afrikanizált méhek a Warwick E. Kerr által tenyésztett családoktól származnak, aki európai és dél-afrikai méheket keresztezett. Célja egy olyan méhfajta volt, ami jól alkalmazkodik a trópusi környezethez, és jobban gyűjt, mint az akkoriban egész Amerikában elterjedt európai méhek. Ezeket a családokat São Paulóban, egy Rio Claróhoz közeli méhészetben helyezte el Délkelet-Brazíliában. Már ekkor észlelték vadságukat, így elrekesztették az anyákat és a heréket, hogy ne keveredjenek az európai fajtájú helyi méhekkel. Azonban 1957-ben egy látogatóba érkező méhész eltávolította ezeket az eszközöket, mert úgy találta, hogy a dolgozók mozgását is akadályozzák. Így kiszabadult 26 Tanganyikából származó A. m. scutellata raj, és ezután már semmi sem akadályozta keveredésüket az Európából származó méhekkel. Emberi segítség nélkül gyorsan elterjedtek Dél- és Közép-Amerikában, sőt, Észak-Amerika déli részeit is meghódították; ezzel a leggyorsabban terjedő invazív fajjá váltak.
Az Amerikai Egyesült Államokban először 1985-ben tűntek fel Kaliforniában, a San Joaquin völgyben. Valószínűleg egy Venezuelából jövő tankhajóval érkeztek. Az első állandó telepesek Mexikó felől érkezve 1990-ben telepedtek meg Texasban. Arizona Tucson területén 1994-ben a csapdázások szerint a családok 15%-a volt afrikanizált; ez 1997-re 90%-ra nőtt.
Az afrikanizált méh ma Közép- és Dél-Amerika uralkodó méhfajtája a méhészetekben erős védőösztöne és nomád természete ellenére, genetikai dominanciájuk, egészségük és európai rokonaik legyőzése miatt, de főként azért, mert azoknál jobb beporzók és méztermelők.
Összehasonlítva európai rokonaikkal:
- Gyakoribb rajzás;
- Távolabb is elrepülnek;
- A csökkenő tápláléklehetőségre vándorlással reagál;
- Vad, nagyon erős a védőösztöne;
- Gyakrabban telepednek meg földbe vájt üregekben;
- Az őrök nagyobb területen és agresszívabban védik a családot;
- Nagyobb számban támadnak, és messzebbre űzik támadójukat:

Képesek több percen keresztül a vízbe menekült áldozat fölött körözni, arra várva, hogy az felbukkanjon és így újra lecsaphassanak rá.
- Nem képesek túlélni, ha sokáig nem találnak táplálékot;
- Még sötétben elkezdik a gyűjtést, és sötétedés után fejezik be;
- Sokkal több mézet termelnek.
- Immunis a nyúlós költésrothadásra, a nozémára és a varroa atkára[3]

## Terjedése

Térkép az afrikanizált méhek terjedéséről az Amerikai Egyesült Államokban 1990-től 2003-ig

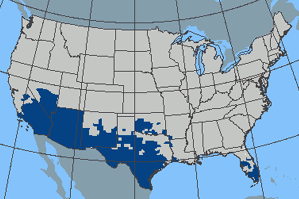
A 2005-ös állapot

2002-ben megjelentek Argentínában és Közép-Amerika északi részén is. Elérték Trinidadot, Mexikót, Texast, Arizonát, Nevadát, Új-Mexikót, Floridát és Észak-Kaliforniát. Texas északi részén egy időre megállt a terjeszkedésük, az ottani európai fajtákat használó méhészetek miatt. Azonban azóta már Dél-Louisianában is felbukkantak, vagyis vagy sikerült átlépniük ezt a határt, vagy hajóval érkeztek. 2005 júniusában már biztosan átlépték ezt a határt, és Délnyugat-Arkansast is meghódították. 2007. szeptember 11-én jelentették őket New Orleans területéről. 2009-ben Dél-Utahban találtuk őket, majd 2010 októberében megöltek egy 73 éves férfit, amint éppen a sövényét nyírta Georgiában. 2012-ben jelentették, hogy megtalálták őket egy méhészetben Kelet-Tennessee Monroe megyéjében. 2013 júniusában megölték a 62 éves Larry Goodwint a texasi Moodyban.
A trópusi vidékeken könnyűszerrel legyőzik európai rokonaikat. Terjedésük csúcsán naponta majdnem két kilométert tettek meg észak felé. Szó volt arról, hogy európai méhészetekkel lassítják terjeszkedésüket a stratégiai fontosságú területeken, de a mezőgazdasági hatóságoknak nem sikerült ezt megvalósítaniuk. Jelen ismereteink szerint ez a módszer elegendő pénz hiányában fenntarthatatlan lett volna.
Ahogy az afrikanizált méhek továbbterjednek, kereszteződnek az európai méhekkel. Arizonában 2004-ben megfigyelték, hogy a rajok képesek elfoglalni a gyengébb családok kaptárait. Behatolnak a kaptárba, megölik az anyát, és a saját anyjuk veszi át a helyét.
Kiderült, hogy nemcsak az esőerdőkben, hanem sivatagokban is megélnek. Jelenleg stabilnak látszódnak azok a zónák, ahol az afrikanizált méhek dominálnak, ahol az európai és az afrikanizált méhek együtt élnek, vagy ahol nincsenek afrikanizált méhek.
Nomád természetük miatt az afrikanizált méhek terjeszkedésének gátat szab a hideg tél. Míg a trópusokon egész évben nyílnak virágok, a mérsékelt égövön a tél túléléséhez a méheknek méz- és virágporkészleteket kell felhalmozniuk. A vándorlással a régi otthonban gyűjtött készletek elvesznek, így az afrikanizált méheknek nincs elég mézük és virágporuk a tél túléléséhez. Ez arra késztetett sok dél-kaliforniai méhészt, hogy a keményebb telű Sierra Nevadába vagy a Cascade-hegység déli részére költözzön. Itt azonban nehezebb felkészíteni a méheket a korai megporzásra, amit a mandula igényel. Mivel ezeken a helyeken később kezdenek virágozni a növények, ezért etetni kell őket, hogy lehessen mandulamegporzást vállalni.
Az afrikanizált méhek kialakulása és terjeszkedése az őshonos fullánktalan méheket is veszélyezteti, annak ellenére, hogy nem keveredik velük, vagy nem verseng vele közvetlenül. Egy afrikanizált családtól évente átlag 100 kg méz is elvehető, míg a fullánktalan Melipona méhek egy családja csak 3 – 5 kg fölösleget ad. Ez arra készteti a termelő méhészeteket, hogy a hagyományos fajok helyett afrikanizált méheket tartsanak. Ez azonban nem biztos, hogy a fullánktalan méhek eltűnéséhez vezet, mivel vadon is megélnek, és sok olyan őshonos növény nyújt számukra táplálékot, amit az afrikanizált méhek nem látogatnak.

## Táplálékgyűjtés
Jellemzően már fiatalabb korában kirepül, és az európai fajtákhoz képest több virágport gyűjt. Ez összefügg az aránylag nagyobb szaporodási aránnyal, mivel kiterjedtebb fiasítást kell etetnie.
További specialitása az is, hogy érzékeny a szacharózra (étkezési cukorra); emiatt az alacsony szacharóztartalmú nektárforrásokat keresi. Jennifer H. Fewell és  Susan M. Bertram 2002-es tanulmánya szerint, ami összehasonlította az afrikai és az olasz méhet (Apis mellifera ligustica), ez a helyi körülményekhez való alkalmazkodásnak köszönhető.
A szacharóz iránti érzékenységet a szájszerv kinyújtási reflex (proboscis extension response, PER) határozza meg. A különböző fajták viselkedése attól függ, hogy a szacharóz (répacukor) mekkora aránya váltja ki ezt a reflexet. Például az európai fajták idősebb korukban repülnek ki, és kevesebb virágport és sűrűbb nektárt gyűjtenek, mivel ők csak nagyobb koncentrációra reagálnak.
A különböző fajták viselkedésének különbsége a természetes szelekcióra vezethető vissza. A szacharóz iránti érzékenység együtt jár azzal, hogy a méhek fiatalabb korukban kezdenek gyűjteni, és aránylag több virágport gyűjtenek. Megfordítva, a töményebb nektár gyűjtése együtt jár azzal, hogy idősebb korukban repülnek ki. Tehát a viselkedésegyüttes egyik eleme magával hozza a többi elem megváltozását.
Végigkövethetjük a szervezet életét, egyedfejlődését, a különböző tényezők hatását. A fejlődési és neurológiai különbségek viselkedésbeli különbségekhez vezetnek egy családon belül is, így a táplálékgyűjtő viselkedéscsomag megváltozhat, eltolódhat. Az octopaminnal mért stressz szintje is ezekhez a tényezőkhöz tartozik.
Vannak olyan tényezők is, amelyek hosszabb ideig hatnak. A szájszerv kinyújtási reflex egy genetikai tényező; a különböző allélok különböző koncentrációkat állítanak be, amire a nyelvnyújtás bekövetkezik. A természetes szelekció eredményeként megváltozik ez a viselkedéscsomag is a különféle allélok arányának megváltozásával.
Az afrikanizált méhek egy olyan élőhelyhez alkalmazkodtak, ahol ritkábbak a táplálékforrások, mint Európában, emiatt többféle táplálékforrást kell kihasználniuk. Az ilyen környezetben kihalnak azok a családok, amelyeknek tagjai csak a sűrűbb nektárt szívják fel. Az afrikanizált méhek érzékenysége a szacharóz iránt a környezetük által kínált táplálék szűkösségével magyarázható.

## Testfelépítés és genetika
Noha az afrikai scutellata alfaj kis termetű, és ehhez mérten kisebb sejteket épít, az afrikanizált méh mérete inkább az európai fajtákhoz mérhető. Szárnyai valamivel rövidebbek; ez azonban csak pontos méréssel és statisztikai elemzéssel mutatható ki. Ez azonban nem egyedülálló a házi méh fajtái között, mivel például a spanyol méh (Apis mellifera iberiensis) szárnya is rövidebb. Ezt a vonást Afrikából eredeztetik, amit hibrid herék terjesztettek tovább. Az első rövid szárnyú fajta az észak-afrikai méh (Apis mellifera intermissa) volt, de a rövid szárny nem mindig vezethető vissza erre a fajtára. Rövid szárnyú például az egyiptomi méh is, ami az Amerikai Egyesült Államok délkeleti részein is megtalálható kis számban. A testarányok méregetése helyett ma már inkább a DNS-t elemzik, ehhez azonban jól berendezett laboratóriumra van szükség. A mitokondriális DNS elemzése képes elkülöníteni a citokróm b gén alapján az A. m. scutellata vonalait a többi fajtától. Ezzel a módszerrel azonban csak az a család ismerhető fel afrikanizáltként, ahol az anya afrikanizált, viszont azok a családok nem, amelyekben az európai anya afrikanizált herével párzott.
A nyugati mézelő méh (Apis mellifera) Európában, Ázsiában és Afrikában őshonos. Az 1600-as években kezdték betelepíteni Amerikába. A 28 alfaj négy nagyobb ágba csoportosítható Friedrich Ruttner szerint, amit a mitokondriális DNS elemzése is megerősített: Az afrikaiak az A; az északnyugat-európaiak az M; a délnyugat-európaiak a C; és a közel-keletiek az O ágba sorolhatók. Az alfajokat csoportosították és listázták. Vannak további helyi változatok is, amelyeket majd szintén felvehetnek alfajként, például a Tien-san hegyeinek méhei (A. m. pomonella) a közel-keleti ágba kerülhet be.
A házi méh a harmadik rovarfaj, amelynek feltérképezték a DNS-ét, benne a kevés számú transzpozonnal. A genetikai elemzés alapján Afrikából származik, és két hullámban terjedt el Európában és Ázsiában. Azt is felfedezték, hogy több génje foglalkozik a szaglással, mint az ízleléssel. Több géncsoportot is kiemeltek, például a cirkadián ritmust szabályozó gének - közelebb állnak a gerincesekhez, mint a többi rovarhoz. A többi gént szabályozó enzimeket kódoló gének is inkább a gerincesekére emlékeztetnek.
Az A. m. iberica haplotípusa jelen van az Amerikai Egyesült Államok nyugati területein, Mexikóban és Dél-Amerikában, ahol a házi méh nem őshonos, és a spanyolok telepítették be a gyarmati időben. Az afrikai haplotípus eredete ismeretlen. Az Apis mellifera iberica kereszteződött más európai és az észak-afrikai méhekkel, az Apis mellifera mellifera, és az Apis mellifera intermissa alfajokkal. Az afrikanizált méh hat haplotípust mutat fel, ezekből öt afrikai és egy nyugat-európai eredetű. Ezt figyelembe véve genetikai sokfélesége megegyezik az afrikai méhekével. Az A.m.ibericától örökölt A.m.intermissa egy mtDNS-sel meghatározható csoportba tartozik, aminek további tagjai a következők: A. m. monticola, A. m. scutellata, A. m. adansonii és A. m. capensis.
Több kutató és méhész is leírta a Közép- és Nyugat-Afrikában honos Apis mellifera scutellata vándorlását táplálékszűke esetén. Az európai méhcsaládok sokkal inkább ragaszkodnak lakóhelyükhöz, és inkább éhen halnak, mint elköltöznek.
Az Apis mellifera scutellatától származó méhek két törzse különböztethető meg: a szökevényektől anyai ágon leszármazottak afrikai mitokondriális DNS-t hordoznak, és csak nukleáris DNS-ük egy része európai eredetű. A többi család csak az afrikanizált kolóniák tizedét teszi ki (Smith et al., 1989). Az idők során ennek növekednie kell, ám ezek a családok kevésbé jó túlélők, vagy kevésbé szaporodnak. Az Amerikai Egyesült Államokban végzett genetikai elemzések egy anyai ágon öröklődő genetikai markert használva 12 különböző mitotípust talált, és a megfigyelt genetikai változatosság alapján az afrikanizált méhek több hullámban hatoltak be az Amerikai Egyesült Államokba.

## A szelekció következményei
Az európai és az afrikai méhek viselkedése közötti különbség a szelekciós nyomásnak tulajdonítható. A méhészek évszázadok alatt a szelídebb családokból tenyésztettek, ezzel kiküszöbölték a vadabb, erősebb védőösztönű vonalakat. Az Európában és Amerikában is népszerű olasz méhet ( Apis mellifera ligustica) az ókori rómaiaknál régebb óta tenyésztik. Az indiánok az első méheket a fehér ember legyének nevezték, ami velük együtt terjedt nyugat felé.
Közép- és Dél-Afrikában nem volt hagyománya a méhészkedésnek. A mézet, a virágport, a fiasítást és a viaszt mézvadászok szerezték meg, akik tevékenységükkel elpusztították a kirabolt családot. A méheknek több más állatfaj ellen is védekezniük kellett, mint darazsak; hangyák és méhészborzok. Amelyik család nem elég agresszív, azt elpusztítják. Ez a másik irányba vitte el a szelekciót, ami olyan alfajt hozott létre, ami minden számítás szerint alkalmatlan a méhészkedésre. Egy másik tényező az afrikai éghajlat, ahol tél helyett hosszú száraz időszakok vannak, néha több éven át; ezért amelyik család nem gyűjtött be minden táplálékforrást, vagy nem vándorolt, az kihalt.

### Védőösztön

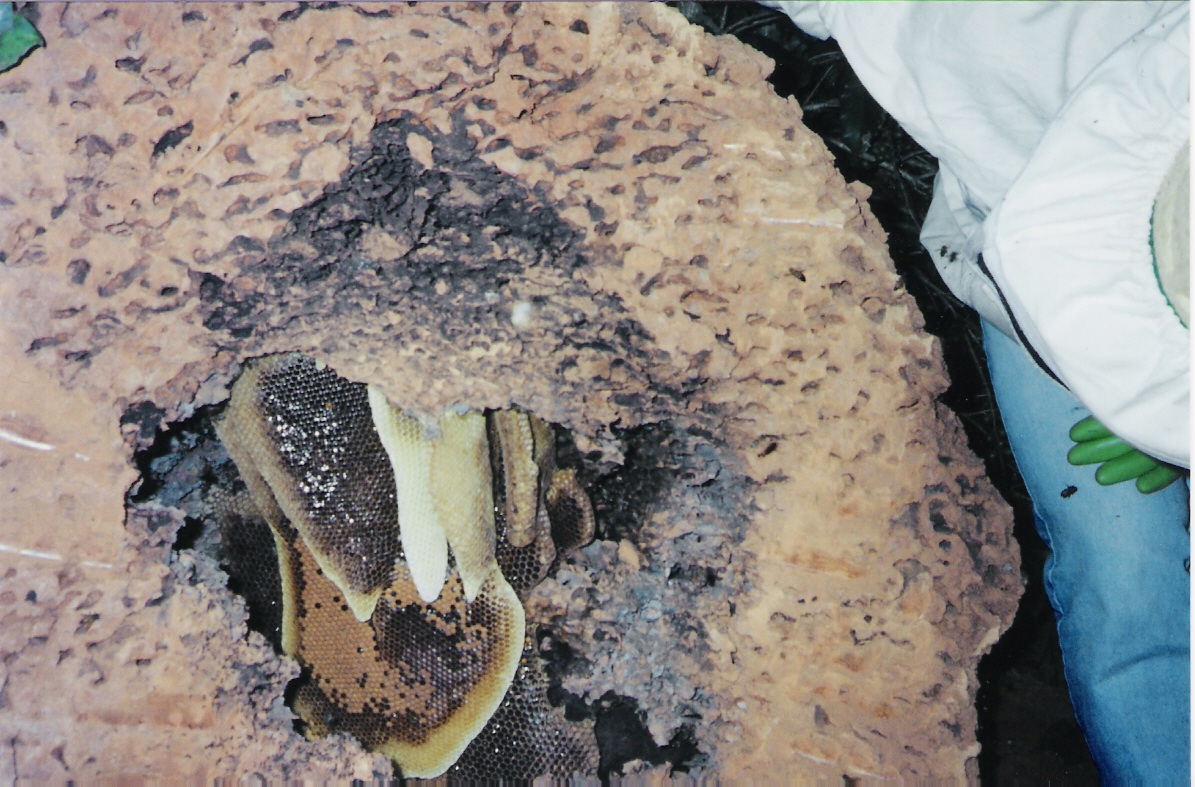
Az elvadult méhek fészke Viçosában (Minas Gerais, Brazília)

Az afrikanizált méhekre jellemző, hogy védőösztönük sokkal erősebb, mint az európai fajtáké. Ha veszélyt észlelnek, akkor nagyobb valószínűséggel támadnak, és ha valamelyikük támad, akkor nagyobb számban csatlakoznak hozzá. A támadót képesek több, mint 500 méteren át üldözni. Ezzel az erős védekezéssel kiérdemelték a gyilkos méh elnevezést. Ez félrevezeti a nagyközönséget, mivel azt sugallja, hogy minden ok nélkül keresik és megölik áldozatukat. Észak-Amerikában eltekintve az allergiás reakcióktól kevesebben halnak meg a méhek támadása miatt, mint például villámcsapás következtében.
Az afrikanizált méh mérge nem különbözik az európai méhekétől, de mivel nagyobb számban támadnak, valószínűbb, hogy halálos adag méreg kerül az áldozat szervezetébe, mint európai fajták esetén. Azonban a méhméregre adott allergiás reakció már egyetlen méhcsípést is halálossá tesz, emiatt nehéz meghatározni, hogy hány haláleset tulajdonítható az afrikanizált méheknek. A legtöbb támadást az emberek közelében, de vadon élő családok követik el, amelyekre véletlenül bukkannak rá. A helyi méhészek csökkenthetik ezt a problémát a környező méhcsaládok begyűjtésével, ám ezt azok vándortermészete megnehezíti. Az afrikanizált méhcsaládokban nehéz anyát cserélni, mivel megölik azt az anyát, ami nem náluk kelt ki. Az emberi településekhez közeli családokat emiatt inkább elpusztítják, hogy megelőzzék a további támadásokat.
Az amerikai méhészeknek vigyázniuk kell arra is, hogy ne afrikanizálódjanak a meglevő családjaik. Ez akkor következhet be, ha egy fiatal anya afrikanizált herével párzik. Ezt a problémát anyacserével előzik meg; a fiatal anyát lecserélik egy már párzott másikra. Megelőzésként az Amerikai Egyesült Államokban évente cserélnek anyát, hogy megőrizzék a családok méretét és egészségét, és elkerüljék ezt a nemkívánatos kereszteződést.

### A félelem mint tényező
Sokat rémisztgették a közönséget az afrikanizált méhekkel. A média mellett a filmek (például a Rajzás, The Swarm, 1978) is hozzájárultak ahhoz, hogy az emberek féljenek a méhektől, miközben évente nincs több egy-két halálos áldozatnál. Amikor megjelentek a sűrűn lakott Floridában, a helyi hatóságoknak és a rendészetnek nem sikerült megnyugtatnia a lakosságot.
A tömeges méhcsípéses támadások aggodalommal, néha félelemmel és szorongással töltik el az embereket, és különböző szervezetekhez fordulnak, hogy segítsenek biztosítani a biztonságukat. Fokozódik arra a nyomás, hogy betiltsák a méhészkedést a városokban és a külvárosi területeken. Ez azonban kontraproduktív lenne, mivel az ellenőrzött körülmények között tartott európai méhek jelentik a legjobb védelmet az ellen, hogy az egész területet az afrikanizált méhek foglalják el. Ezek az ellenőrzött családok ugyanazt az ökológiai szerepet töltik be, mint amit a kevésbé kívánatos populáció elfoglalna a hiányukban.

### Tévhitek
Az afrikanizált méhek nem óriás méhek halálos csípéssel. Szúrásával nem juttat be több mérget, mint a többi méh. Megjelenésük az európai méhekhez hasonló, de egy kicsit sötétebbek és kisebbek amazoknál. Nem kóborolnak a vidéken áldozat után kutatva. Azért veszélyesebbek, mert könnyebben provokálhatók, nagyobb valószínűséggel és nagyobb számban támadnak, és néha fél mérföldnél messzebb is hajlandók kergetni az embert. Habár tudományos cikkek jelentek meg arról, hogy behatolnak az európai kaptárakba, megölik az anyát és átveszik a helyét, így elfoglalják a kaptárat, de ez ritkább, mint a kereszteződés az európai anyákkal. A kutatások szerint az afrikanizált családok nagyobb számban nevelnek herét, és azok nagyobbak és gyorsabbak, mint az európaiak, így valószínű, hogy az új anya velük párzik, így afrikanizálódik a családja. A vad és a háziasított családok néha megküzdenek az élelemért a hordási szünetekben (lásd kutatás és rablás), de ez nem tévesztendő össze a kaptár fent említett elfoglalásával.

### Anyakezelés az afrikanizált méhek területén

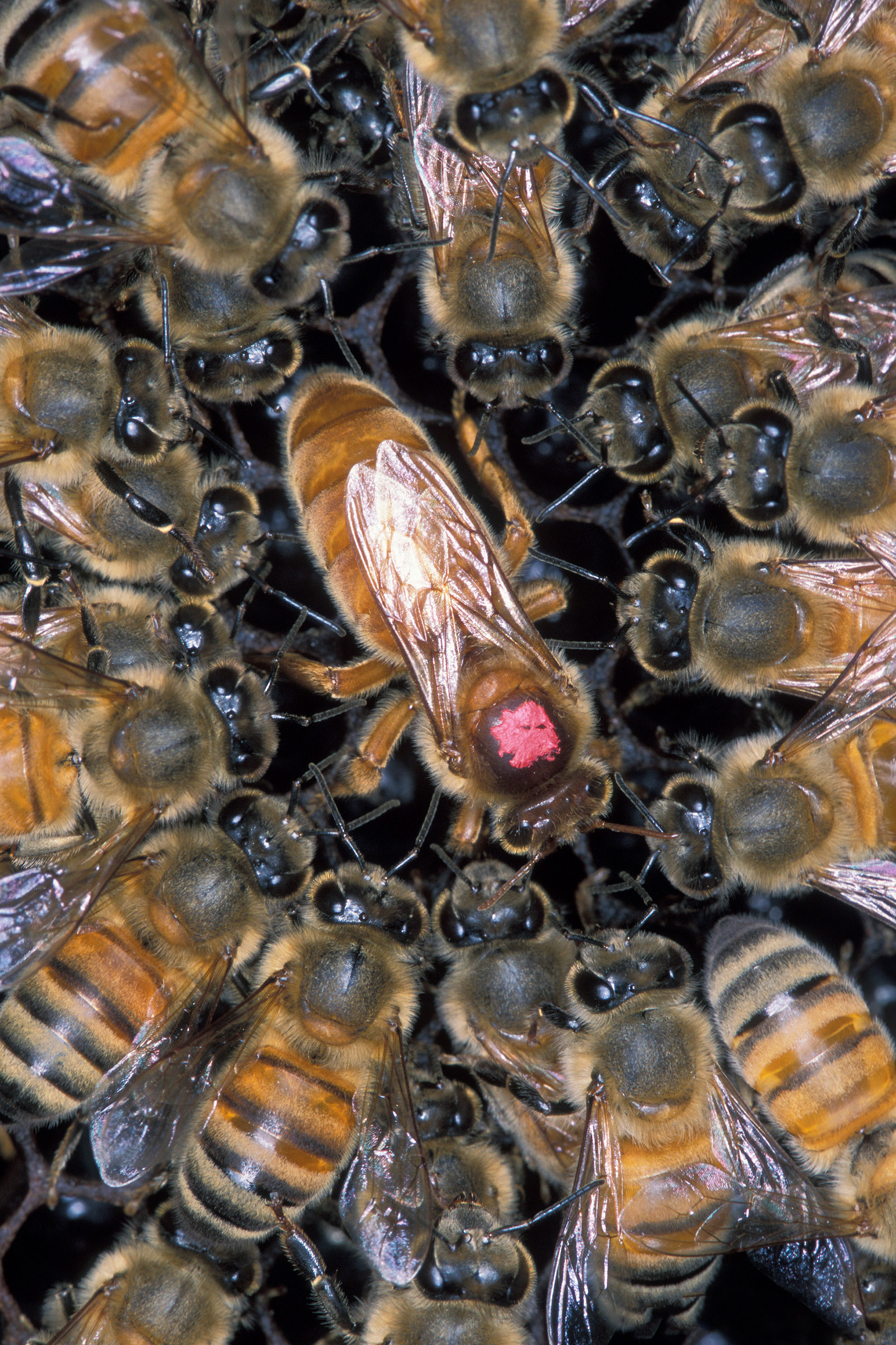
Európai méhanyát körülvevő afrikanizált méhek. Az anya torán rózsaszín folttal jelölve

A méhészeknek eleve párzott anyákat kell felhasználniuk azokon a területeken, ahol az afrikanizált méhek élnek. Ez azonban drága lehet, mivel onnan kell őket hozni, ahol nincsenek afrikanizált méhek, például az északi államokban illetve Hawaiion. Ezt csak az Amerikai Egyesült Államokban méhészkedők engedhetik meg maguknak, így Közép- és Dél-Amerikában a méhészek inkább megtanultak az afrikanizált méhekkel dolgozni. Az európai anyák és afrikanizált herék utódai szinte mind afrikanizáltak, emiatt még hat évtized alatt sem gyengültek számottevően az afrikai vonások. Így egyes szakértők szerint félrevezető ezekre a méhekre hibridként vagy új fajtaként gondolni, és helyesebb afrikai méhekként tekinteni rájuk.

## Hatása a méhészetre
Enyhe telű vidékeken az afrikanizálódás segíti a méhek túlélését. Az afrikanizált méhek fiatalabb korukban kezdenek gyűjteni; hajnalhasadáskor már elhagyják a kaptárt, és egész napnyugtáig gyűjtenek. Még olyan időjárási körülmények között is gyűjtenek, amikor az európai rokonok otthon maradnak. Mindezek miatt híresek arról, hogy sok mézet termelnek, és akik megtanultak velük együtt dolgozni, azok őket részesítik előnyben a szelídebb európai méhekkel szemben.
Még egy előnyük a jobb egészség. Gyors egyedfejlődésük miatt ellenállók a Varroa atkával szemben. Emellett jobban ellenállnak a kaptárelhagyásnak, a költésmeszesedésnek és költéskövesedésnek. Végül lehet, hogy az afrikanizált méh végül mégis előnnyé válik a méhészetben.

### Szelídítésük
Nem minden afrikanizált méh ugyanolyan vad, ami lehetővé teszi, hogy szelekcióval kitenyésszenek belőlük egy kezelhetőbb vonalat. Brazíliában elkezdték a tenyésztést, de ahogy fent említettük, ez csak úgy őrizhető meg, ha sikerül kizárni a vad heréket az anyák párzásából, mivel akkor újra megjelennek a nemkívánatos vonások. Az első időkben ritkábbá váltak a támadások; ez annak is tulajdonítható, hogy javítottak a méhkezelés módszerein. Ezek közé tartozik, hogy méhlakásnak alkalmas helyeket alakítottak ki az emberi lakóhelyektől távol, folyosókat építettek a jószágoknak, és az emberek megtanulták, hogy hogyan viselkedjenek, ha vad méhkolóniát találnak.

## Fordítás
Ez a szócikk részben vagy egészben  az   Africanized bee című angol Wikipédia-szócikk fordításán alapul.  Az eredeti cikk szerkesztőit annak laptörténete sorolja fel. Ez a jelzés csupán a megfogalmazás eredetét és a szerzői jogokat jelzi, nem szolgál a cikkben szereplő információk forrásmegjelöléseként.